# Roodkopnachtegaal
De roodkopnachtegaal (Larvivora ruficeps synoniem: Luscinia ruficeps) is een zangvogel uit de familie der Muscicapidae (vliegenvangers).

## Kenmerken
De vogel is 15 cm lang en weegt 18 gram. Het mannetje heeft een bijna geheel rood- tot kastanjebruine kop en nek, met rond het oog een zwart "masker". Op de borst zit een grote witte vlek die door een zwarte band wordt omsloten. De band loopt door tot in het masker rond het oog. Verder is de vogel leigrijs van boven. Het vrouwtje is veel minder opvallend grijsbruin.

## Verspreiding en leefgebied
Deze soort komt voor in Noord- en Midden-China. Het leefgebied is gemengd bos (naald en loofhout) en struikgewas dat staat in nauwe dalen van rivieren in bergland op een hoogte tussen 2.400 en 2.800 m boven zeeniveau met een voorkeur voor stukken die tijdelijk overstroomd worden.

## Status
De roodkopnachtegaal heeft een klein verspreidingsgebied en daardoor is de kans op de status  kwetsbaar (voor uitsterven) groot. De grootte van de populatie werd in 2001 geschat op minstens 2000 individuen. Later is dit naar beneden bijgesteld tot 1000 tot 2500 volwassen dieren. Dit aantal neemt af omdat het leefgebied wordt aangetast door omzetting van bos in landbouwgrond en de aanleg van dammen die de dynamiek van tijdelijke overstromingen uit de rivieren haalt. Om deze redenen staat de roodkopnachtegaal als bedreigd op de Rode Lijst van de IUCN.